# Cervélo
Cervélo Cycles er et canadisk firma, der fremstiller rammer til racercykler. Firmaet blev stiftet i 1995 og har hovedkontor i Toronto. Cervélo producerede rammer for Team CSC i årene 2002-2008, men da Team CSC skiftede til Specialized før 2009 sæsonen, valgte Cervélo at oprette sit eget professionelle cykelhold, Cervélo TestTeam. Holdet skrev under med 2 af de største navne inden for cykelsporten, Thor Hushovd og Carlos Sastre.

## International succes
Den 13. oktober 2007 vandt triathleten Chrissie Wellington fra Storbritannien Ironman i Kailua-Kona, Hawaii. På den 180 km lange cykelrute benyttede hun Cervélo's P2C-ramme.
Den 27 juli 2008 vandt Carlos Sastre fra Spanien verdens største cykelløb, Tour de France, på Cervélo's SLC-SL og R3-SL-rammer.